# Морозов, Анатолий Григорьевич
Анатолий Григорьевич Морозов (1 июля 1903, с. Мясоедово — после 1980, Москва) — советский военный и общественный деятель. Во время Великой Отечественной войны — командир партизанской бригады «Неуловимые», полковник. Пятикратный кавалер Ордена Красной Звезды.

## Биография
Анатолий Григорьевич Морозов родился 1 июля 1903 года в крестьянской семье. Запись о рождении сделана в с. Мясоедово Крапивинского уезда Тульской губернии. Отец — Морозов Григорий Сидорович, крестьянин деревни Филатово Тульского уезда.
- 1916 год — 1920 год — рабочий Тульского оружейного завода.
- С 1920 года — сотрудник ВЧК. На работу в органы ВЧК направлен по комсомольской путевке. В годы Гражданской войны участвовал в ликвидации кулацких банд и подавлении контрреволюционных мятежей на территории Тульской губернии.
- 30 января 1924 года — принят в члены ВКП(б).
- С 1941 года — участие в Великой Отечественной войне. Принимал участие в обороне Москвы, командовал отрядом особого назначения войск НКВД, был начальником штаба мотострелкового полка войск НКВД.
- февраль — июль 1943 года — начальник штаба мотострелковой бригады особого назначения войск НКВД.
- июль 1943 года — июль 1944 года — командир партизанской бригады «Неуловимые».
- 1945 год — 1959 год — работа на различных должностях в органах государственной безопасности.
- С 1959 года — в отставке в звании полковника.

В отставке жил и работал в Москве. Умер после 1980 года.

## Награды
- Два Ордена Ленина
- Три Ордена Красного Знамени[2]
- Пять Орденов Красной Звезды[3][4][5][6][7]
- Медали